# Maughold
Maughold var en parish i Isle of Man. Den ligger i den östra delen av Isle of Man, 20 km nordost om huvudstaden Douglas. Tidigare var Maughold en självständig parish, men i maj 2016 slogs den samma med Lonan Parish och Laxey Village till Garff Parish District.